# Nghĩa trang

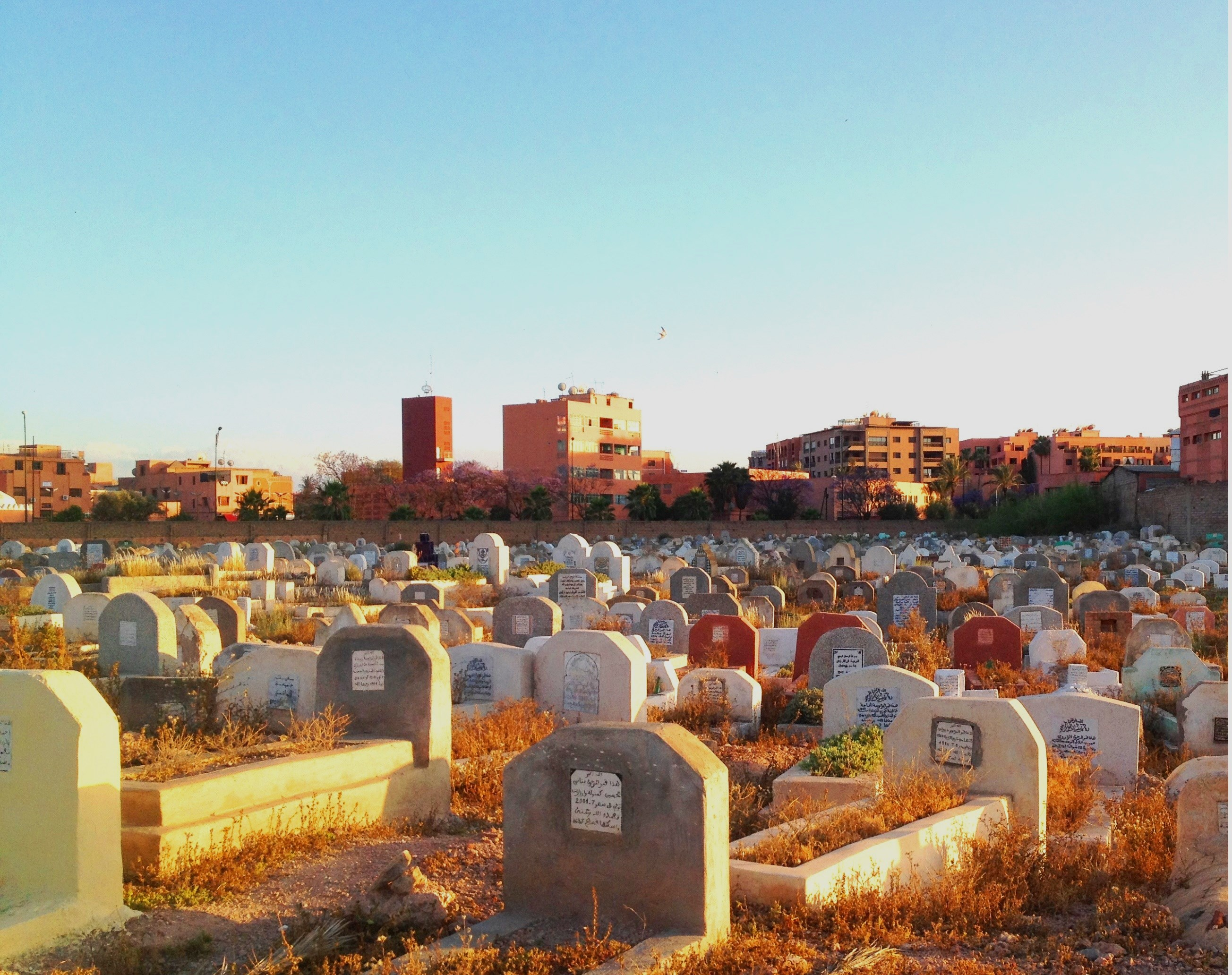
Nghĩa trang Hồi giáo ở Marrakech, Maroc

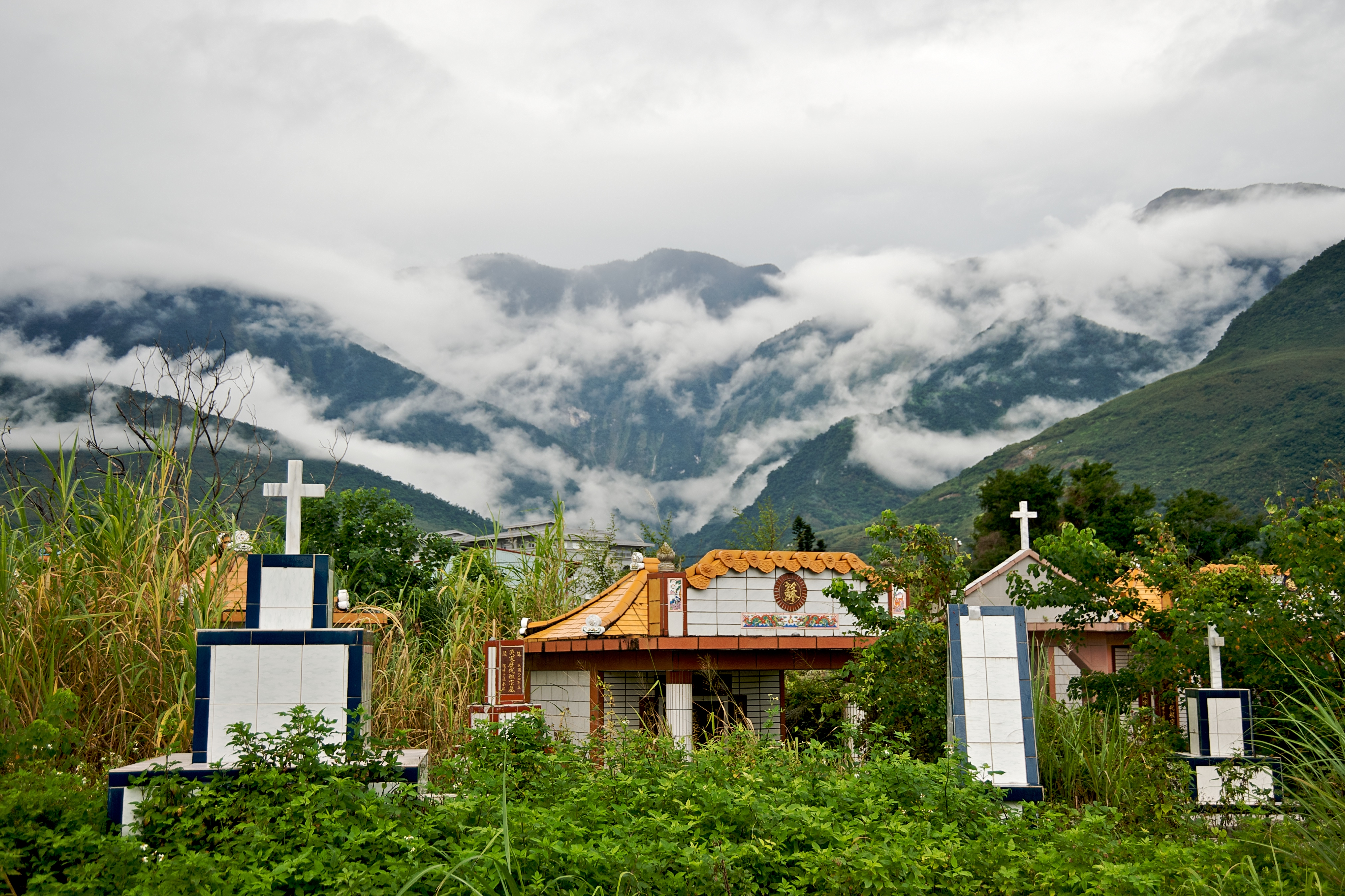
Nghĩa trang ở thành phố Hoa Liên, Đài Loan

Nghĩa trang (hay nghĩa địa, bãi tha ma) là nơi mà xác người chết hoặc di hài sau hỏa táng được chôn cất. Ở phương Tây, nghĩa trang là nơi mà các hoạt động tưởng nhớ người đã khuất được tiến hành. Các nghi lễ này được thực hiện tùy theo phong tục tập quán hay tôn giáo.
Ở các nước phương Tây nói chung, tới thế kỷ 19, nghĩa trang dần thay thế cho bãi tha ma, vì nhiều lý do, như để đảm bảo vệ sinh, tiện cho việc quản lý, quy hoạch và vì đất đai trở nên chật chội, khan hiếm, thậm chí đắt đỏ.

## Từ nguyên

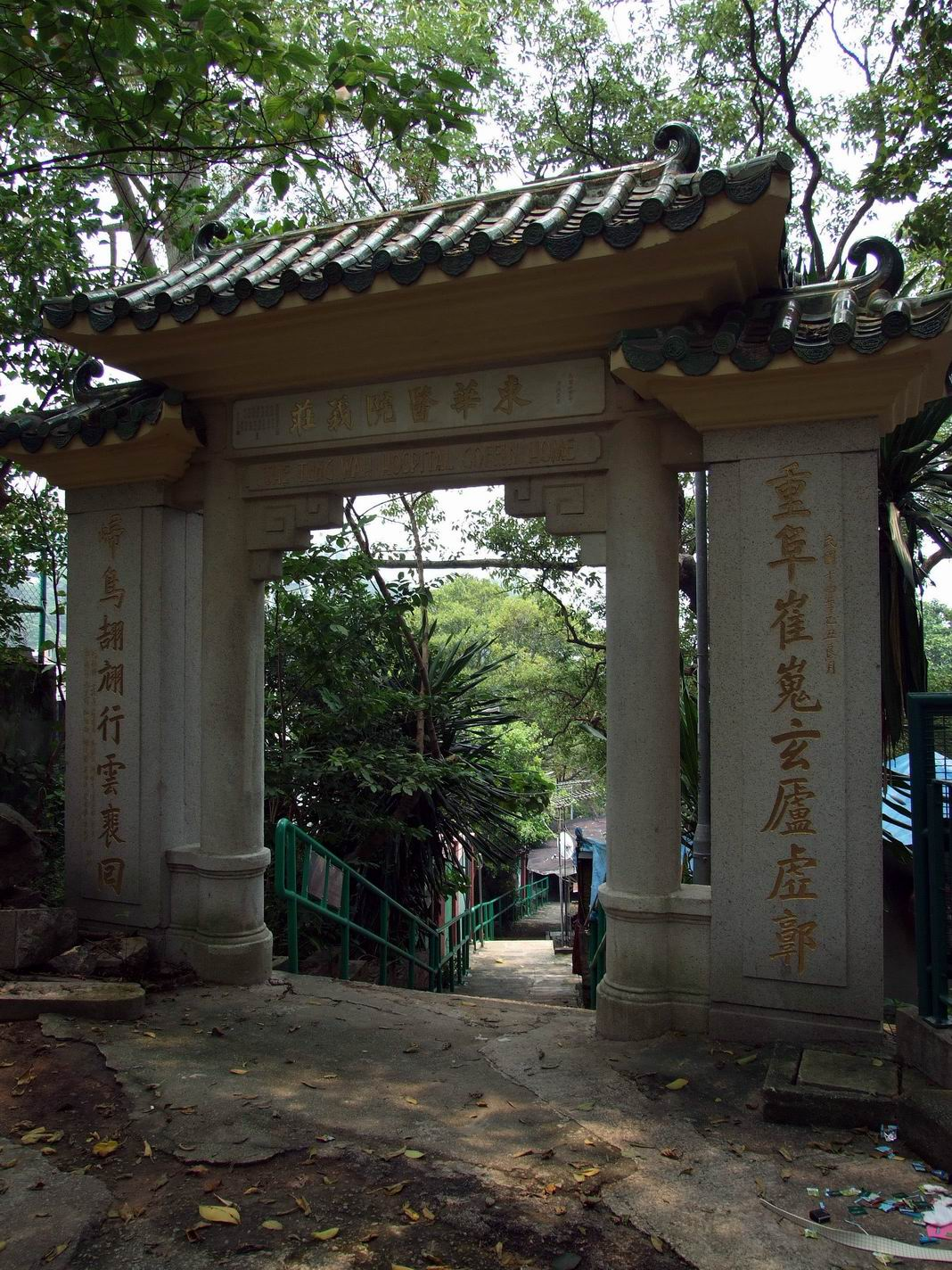
Nghĩa trang Đông Hoa tại Hồng Kông

Trong tiếng Việt, nghĩa trang là từ mượn gốc Hán 義莊, vốn dĩ để gọi các tổ chức từ thiện do người dân duy trì để giúp đỡ người nghèo. Nghĩa trang đầu tiên là do Phạm Trọng Yêm thành lập vào thời Bắc Tống với tên gọi Phạm thị Nghĩa Trang (范氏義庄 - "nhà làm việc nghĩa của họ Phạm"). Nghĩa trang đóng vai trò chăm sóc trẻ em và người già, tổ chức hiếu, hỉ, cứu trợ lương thực và thiên tai, giúp đỡ nho sinh có hoàn cảnh khó khăn,...
Các tổ chức nghĩa trang trở nên phổ biến ở vùng Giang Nam vào thời nhà Minh và Thanh, đặc biệt là ở Đài Loan và Hồng Kông. Trong thời loạn lạc, nhiều người dân đi tản cư mong muốn được đưa về chôn cất ở quê nhà nhưng không kịp sẽ được các nghĩa trang hỗ trợ nơi đặt tạm quan tài, và những người chết vô thừa nhận cũng được các nghĩa trang an táng tạm thời. Về sau từ nghĩa trang được hiểu là địa điểm chôn cất người đã mất, có người hoặc tổ chức đứng ra quản lý.
Từ nghĩa địa cũng có nguồn gốc tương tự, bắt nguồn từ tiếng Hán 義地, vốn để chỉ khoảnh đất được dùng làm nơi chôn cất những người nghèo khổ, gia đình không có nơi riêng để an táng.

## Công viên nghĩa trang
Công viên nghĩa trang là nơi an nghỉ của những người đã mất, được quy hoạch và xây dựng một cách chỉn chu, đẹp đẽ. Những nghĩa trang này thường được thiết kế như những công viên xanh, thậm chí như nơi tham quan, ngắm cảnh, vừa đáp ứng nhu cầu về ý nghĩa tâm linh vừa đáp ứng được nhu cầu về thẩm mĩ, mang lại cảnh sắc hài hòa giữa tự nhiên và kiến trúc độc đáo, tạo được không khí trang nghiêm và an lạc.
Ở những quốc gia phương Tây việc xây dựng nghĩa trang đẹp đẽ, có đầu tư về kiến trúc độc đáo đã được thực hiện từ những năm đầu thế kỷ 18 và càng ngày càng phát triển. Việc này giúp cho người đã khuất có nơi yên nghỉ bình an, tươm tất và người còn sống cảm thấy gần gũi, dễ dàng và không bị rào cản bởi nỗi sợ hãi khi đi thăm viếng người thân.
Một số công viên nghĩa trang xuất sắc còn được Unesco công nhận là di sản thế giới như công viên nghĩa trang Skogskyrkogården - thiết kế của 2 kiến trúc sư Gunnar Asplund và Sigurd Lewerentz, xây dựng năm 1917 và hoàn thành năm 1920 ở thủ đô Stockholm, Thụy Điển.

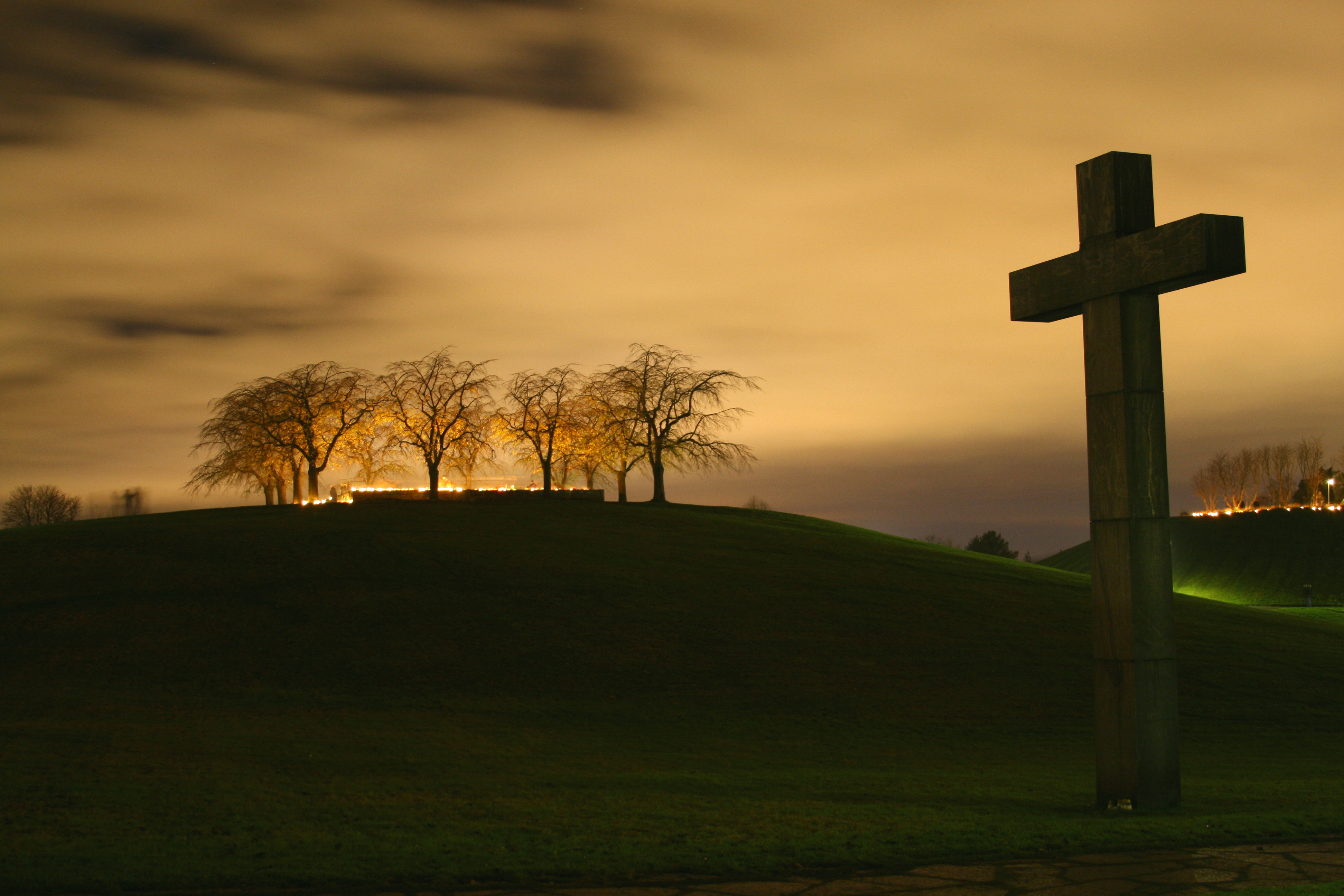
Nghĩa trang Skogskyrkogården vào đêm.